# Stadio Auguste Bonal
Lo stadio Auguste Bonal (in francese stade Auguste-Bonal ) è un impianto sportivo di Montbéliard che ospita le partite interne del Sochaux dal 1931.
Fu Jean-Pierre Peugeot che volle costruire uno stadio nei pressi degli stabilimenti della Peugeot, inaugurato poi nel novembre del 1931 con il nome di Stade de la Forge , per ospitare le partite della squadra locale. Nel 1945 lo stadio fu ribattezzato con il nome attuale in onore del direttore sportivo del club ucciso dai nazisti, per aver rifiutato di collaborare con loro, il 21 aprile 1945.

Lo stadio fu completamente rinnovato tra il 1997 e il 2000 con finanziamenti della comunità locale ed è oggi l'unico stadio francese ad avere un campo semi-sintetico.

Il record di spettatori della versione nuova dello stadio è di 19.990 spettatori in occasione della partita contro l'Olympique Marsiglia del 2 dicembre 2006 ma il record assoluto di presenze è stato registrato nel vecchio impianto con 20.866 spettatori durante una partita contro il Saint Etienne nel 1976.
L'11 ottobre 2006 lo stadio ha ospitato per la prima volta la nazionale di calcio della Francia in occasione della partita contro le Isole Fær Øer valida per le qualificazioni a Euro 2008 e terminata 5 a 0 per i francesi.